# Orden der Waffenbrüder
Der Orden der Waffenbrüder war eine Bruderschaft und ein Ritterorden. Andere ältere Bezeichnungen waren Orden der Wesserabrüder, auch Christophelsbrüder, aber auch Ritterliche Brüderschaft St. Christoph im Kloster Wessera. In der neueren Literatur ist auch von der Christopherus-Bruderschaft im Kloster Veßra die Rede. Die Namensgebung erfolgte nach dem Kloster in der Nähe der Ortschaft Schleusingen.

## Geschichte
Gestiftet wurde dieser Orden 1465 vom Grafen Wilhelm III. von Henneberg. Das Kloster Veßra war das Hauskloster seines Geschlechts. In dem Orden vereinigen sich Merkmale eines Ritterordens mit denen einer Gebetsbruderschaft. Er war gleichzeitig ein Hoforden des Hauses Henneberg. Im Jahr 1480 wurde er vom Papst bestätigt.
Nach der älteren Forschung, wandelte sich unter Einfluss des Abtes des Prämonstratenserklosters der Ritterorden zu einer religiösen Gemeinschaft. Danach war die Absicht der Stiftung die Erzielung guter nachbarschaftlicher Beziehungen zwischen den Adelshäusern Thüringens. Auch der religiöse Glaube und die nachbarliche Hilfe sollten gebessert werden.
Mitglied des Orden durften nur Adlige mit mindestens vier nachweisbaren unbescholtenen Adligen und, auch sie selbst, werden. Die Beliebtheit des Ordens war in der Möglichkeit der Aufnahme der Ehefrauen der Ritter begründet.
Die Teilnehmer kamen nicht nur aus der engeren Umgebung. So ist ein Adelsbeweis eines Grafen von Hanau belegt. Die Mehrzahl der Mitglieder kam aus dem Haus Henneberg, aus verwandten Fürsten und Grafenfamilien und vor allem aus dem Niederadel. Namentlich bekannt sind 60 Personen. Nach 1500 verschwand der Orden, weil der Erbe des Stifters andere Frömmigkeitsformen bevorzugte und keine neuen Mitglieder mehr ernannte.